# Oakdale, Tennessee
Oakdale är en ort i Morgan County i delstaten Tennessee, USA.